# Bitwa pod Częstochową (1939)
Bitwa pod Częstochową – jedno z pierwszych starć zbrojnych Wojska Polskiego podczas kampanii wrześniowej, które miało miejsce w dniach 1–3 września 1939 roku.

## Przygotowania
Rejon Częstochowy miał być według polskich planów broniony przez 7 Dywizję Piechoty. Region był przygotowywany do obrony począwszy od marca 1939 roku, gdy zaczęto planować przebieg linii stałych i polowych umocnień. Do momentu wybuchu wojny wybudowano 19 nowoczesnych żelbetowych schronów bojowych i obserwacyjnych w Częstochowie i 4 w Lublińcu, które wsparto schronami drewniano–ziemnymi, polami i zaporami minowymi, drutem kolczastym, rowami przeciwpancernymi, okopami, stanowiskami artylerii, broni przeciwpancernej i maszynowej i siecią telefoniczną. W całym regionie zaminowano także mosty i wiadukty.
Do 29 sierpnia dywizja zajęła przygotowane pozycje obronne.

## Przebieg walk

### 1 września
1 września 1939 roku 7 Dywizja Piechoty została zaatakowana przez dwie niemieckie dywizje pancerne (1 DPanc, 4 DPanc) oraz cztery dywizje piechoty (4 DP, 14 DP, 31 DP, 46 DP). Po całodziennych walkach wysunięte przed główną linię obronną oddziały wydzielone wycofały się na linię główną pod Częstochowę.
Wieczorem 1 września, na pozycji głównej w Gnaszynie pod Częstochową, żołnierze 25 pułku piechoty w zasadzce zaatakowali niemiecki samochód sztabowy oraz motocykl, a na zabitych oficerach zdobyli mapy. Schwytanego do niewoli podpułkownika odesłano do szpitala polowego, a zdobyte mapy i pojazdy przesłano do sztabu dywizji. Po przejściu frontu na Gnaszyn spadły brutalne represje, będące zemstą za to zdarzenie.

### 2 września
Od południa 2 września Niemcy rozpoczęli intensywny i nieskuteczny ostrzał artyleryjski w ramach rozpoznania. W tym dniu 7 bateria artylerii przeciwlotniczej zestrzeliła 6 niemieckich samolotów i uszkodziła kilkanaście kolejnych. 2 września Polacy stracili jedną maszynę (PZL.23 Karaś), w trakcie nalotu na niemiecką kolumnę na drodze Truskolasy–Wręczyca Wielka stracono jeden samolot z 64 eskadry bombowej, ale pilot zdołał doprowadzić samolot do własnych linii. 3 września został zestrzelony przez niemiecki myśliwiec samolot PZL.23 Karaś 22 eskadry bombowej, który rozbił się w Gnaszynie.
Około południa z rejonu Szarlejki ruszyło natarcie na rejon Lisińca. Wysunięte pododdziały wycofały się na główną linię obrony, gdzie natarcie niemieckie załamało się na skutek ognia polskich oddziałów. Niemcy stracili 5 czołgów. Ponadto w rejonie Czarnego Lasu strzelec wyborowy zniszczył 3 samochody pancerne, w których Polacy znaleźli m.in. mapy.
Późnym popołudniem na pozycje obronne pod Kiedrzynem, Lisińcem, Błesznem i Wrzosową został przeprowadzony zmasowany atak niemieckich czołgów i piechoty. Walki na Kiedrzynie pomiędzy 27 pułkiem piechoty i 1 Dywizją Pancerną trwały od godziny 17:30 do 19:30. W sumie broniący się w schronach i na stanowiskach artyleryjskich Polacy zniszczyli ponad 40 niemieckich czołgów i samochodów pancernych. W rejonie Błeszna i Wrzosowej część oddziałów 74 pułku piechoty została wyparta z zajmowanych stanowisk, ale po kontrataku Niemcy zostali odrzuceni do tyłu, tracąc wielu zabitych, rannych, 30 jeńców i kilka karabinów maszynowych. Kolejne ataki były skutecznie odpierane do wieczora.
Wobec silnego oporu polskiego w Częstochowie, Niemcy zdecydowali o okrążeniu miasta i broniącej go polskiej dywizji. Przeciwdziałając temu zagrożeniu sztab 7 Dywizji w nocy z 2 na 3 września wycofał dywizję z niedomkniętego jeszcze pierścienia na Janów. Ostatnie pododdziały opuszczały miasto wczesnym rankiem 3 września, wysadzając mosty na Warcie.

### Rozbicie 7 Dywizji Piechoty: 3–4 września
Podczas odwrotu na Janów i Złoty Potok 7 Dywizja Piechoty została rozbita, jej dowódca, generał Janusz Gąsiorowski, trafił do niewoli, a w ręce niemieckie wpadły dokumenty sztabowe, w tym szyfry Wojska Polskiego.

## Podsumowanie
W walkach o Częstochowę Niemcy stracili ponad 60 czołgów i samochodów pancernych, 6 samolotów, kilkadziesiąt samochodów i ciągników i kilka dział. Pewna ilość sprzętu została także zdobyta przez Polaków. Niemieckie straty w ludziach wyniosły ponad 250 zabitych, rannych i wziętych do niewoli, a polskie są trudne do oszacowania, jednak mniejsze.

## Zachowane ślady walk
Na terenie miasta zachowało się 10 schronów bojowych i 2 obserwacyjne, większość z nich nosi ślady walk w postaci trafień z dział przeciwpancernych, czołgowych lub artylerii. Żaden ze schronów nie został zniszczony, ani poważnie uszkodzony.

## Upamiętnienie
Od 2011 roku organizowany jest rajd rowerowy Szlakiem 7 Dywizji Piechoty jadący zielonym szlakiem turystycznym o tej samej nazwie.